# Coenotephria petri
Coenotephria petri är en fjärilsart som beskrevs av Louis Beethoven Prout 1924. Coenotephria petri ingår i släktet Coenotephria och familjen mätare. Inga underarter finns listade i Catalogue of Life.